# Javier de Hoz
Javier de Hoz   (Madrid, 29 de juliol de 1940 - Las Rozas de Madrid, 12 de gener de 2019) va ser un filòleg i catedràtic d'universitat espanyol. Ensenya en el Departament de Filologia Grega i Lingüística indoeuropea de la Universitat Complutense de Madrid.
Es va llicenciar en filologia clàssica el 1962 a la Universitat Complutense. Es doctorà a la mateixa universitat el 1966 amb un treball titulat "Estructura de la tragedia de Esquilo", dirigit per Francisco Rodríguez Adrados, pel qual rebé el premi extraordinari.
Esdevingué professor a la Universitat de Sevilla (1967-1969), de la Universitat de Salamanca (1969-1989), degà de la Facultat de Filologia de la Universitat de Salamanca (1981-1985), director del Col·legi Trilingüe de Salamanca (1970-1984), i a partir de 1989 va ser professor a la Universitat Complutense de Madrid, en el Departament de Filologia Clàssica i d'estudis indoeuropeus.
És membre del patronat de la Fundación Pastor d'estudis clàssics i antic becari de la Fundació W. von Humboldt, Universitat de Tubinga (1978-1979) i professor convidat a la Universitat de Bonn (1988). Ha estat conseller del Central Coordinating Comitee for Study of Celtic de la Unesco a Paris (1984-1999). Va ser un dels fundadors de la revista "Habis" a la Universitat de Sevilla (1969). Pertany als consells editors o assessors de publicacions com: "Veleia", "Habis", "Cuadernos de Filología Clásica", "Complutum", "Tempus", "Hispania Epigraphica" i "Palaeohispanica".
S'ha interessat per la filologia clàssica, en particular per la literatura grega arcaica, el teatre grec i l'epigrafia grega; la paleohispanística i els estudis cèltics; la lingüística històrica i la història de l'escriptura.

## Obra
- La inscripción celtibérica de Botorrita. Salamanca, 1974. (amb L. Michelena).
- On Aeschylean Composition. Vol. I, Salamanca, 1979.
- El barco de El Sec (Costa de Calviá, Mallorca). Estudio de los materiales. Mallorca, 1987. (amb A. Arribas, M.ª Gloria Trías i D. Cerdá).
- El tercer bronce de Botorrita (Contrebia Belaisca) Zaragoza, 1996. (amb F. Beltrán i J. Untermann].
- New Approaches to Celtic Place-names in Ptolemy’s Geography. Madrid, 2005. (editor, amb E. R. Luján i P. Sims-Williams].
- Historia Lingüística de la Península Ibérica en la antigüedad. I. Preliminares y mundo meridional prerromano. Madrid: CSIC, 2010.
- Historia Lingüística de la Península Ibérica en la antigüedad. II. El mundo ibérico prerromano y la indopeurización. Madrid: CSIC, 2011.